# Sanssouci (Balve)
Sanssouci ist ein Weiler im Ortsteil Volkringhausen der Stadt Balve. Die Herkunft der Benennung (französisch für „ohne Sorge“) ist ungewiss. Mit dem Schloss Sanssouci in Potsdam besteht, soweit bekannt, keine Verbindung.

## Haltepunkt der Eisenbahn
Sanssouci ist vor allem als Haltepunkt der Hönnetalbahn zwischen Menden und Neuenrade bekannt.
Am 30. November 1883 kam es im Gasthof „Haus Sanssouci“ zur „definitiven Constituierung des Comitees für die Durchführung einer Secundär-Eisenbahn von Menden bis Neuenrade“. Es gab Überlegungen, von Sanssouci eine Linie in Richtung Plettenberg und Werdohl abzweigen zu lassen.
Im Güterverkehr war Sanssouci lange Zeit die bedeutendste Station der Hönnetalbahn. Umfangreiche Gleisanlagen wurden angelegt, um die Kalksteinbrüche der Umgebung bedienen zu können. Bis Ende der 1970er Jahre verkehrten lange Güterzüge von und nach Sanssouci. Auch die Holzverladung spielte eine wichtige Rolle.
Mit Personal besetzt war der im Einheitsstil für sauerländische Nebenbahnen im frühen 20. Jahrhundert erbaute Bahnhof bis zum 26. Mai 1979. Nachdem die Kalkstaubverladung komplett auf die Straße verlegt worden war, sank das Güterzugaufkommen rapide ab.
Der Haltepunkt wird von der Hönnetal-Bahn (RB 54) bedient.
| Linie | Verlauf | Takt                                            |
| ----- | --- | ----------------------------------------------- |
| RB 54 | Hönnetal-Bahn Fröndenberg – Bösperde – Menden (Sauerland) – Menden (Sauerland) Süd – Lendringsen – Binolen – Volkringhausen – Sanssouci – Balve – Garbeck – Küntrop – Neuenrade Stand: Fahrplanwechsel Dezember 2023 | 60 min (werktags) 120 min (sonn- und feiertags) |

## Geschichte im Nationalsozialismus
Aus der Zeit des Nationalsozialismus ist Sanssouci als sog. Arbeitserziehungslager bekannt geworden, in Verbindung mit der gegen Ende des Zweiten Weltkriegs errichteten Stollenanlage Schwalbe 1 im Hönnetal. Diese wurde von zehntausenden Zwangsarbeitern von Hand in den Fels getrieben.
Im Hönnetal befanden sich bis zu 15 Lager, von Balve Helle bis Biebertal bei Lendringsen. Sanssouci war eines der größten im Hönnetal. Das Lager befand sich im Steinbruch unmittelbar hinter dem Bahnhof (heute Areal der Kruse Gruppe). Viele Zwangsarbeiter kamen hier ums Leben.
Eine Erinnerungsstätte existiert bis heute nicht.

## Tourismus
Im Tourismus spielt der Bahnhof wegen des Wanderwegs zur Burg Klusenstein eine Rolle. Das Hönnetal war zu Beginn des 20. Jahrhunderts ein bekanntes Ziel für Tagesausflügler aus dem Ruhrgebiet.
Sanssouci gilt zudem als Ausgangspunkt für Wanderungen in das Hönnetal.